# Eylais abitibiensis
Eylais abitibiensis är en kvalsterart som beskrevs av Marshall 1929. Eylais abitibiensis ingår i släktet Eylais och familjen Eylaidae. Inga underarter finns listade i Catalogue of Life.